# Melaloncha dibitattii
Melaloncha dibitattii är en tvåvingeart som beskrevs av Brown 2006. Melaloncha dibitattii ingår i släktet Melaloncha och familjen puckelflugor. Inga underarter finns listade i Catalogue of Life.